# Liberdade (Minas Gerais)
Liberdade est une municipalité brésilienne de l'État du Minas Gerais et la microrégion d'Andrelândia.